# Universitat París-Saclay
El Universitat París-Saclay és una institució i universitat francesa dedicada a la recerca i la investigació, situada a la ciutat de Saclay, Illa de França. Es dedica sobretot a la tecnologia, ciència i enginyeria, però també a altres temes. Va ser creada el 2014. Des de l'octubre de 2023, la universitat és soci d'IPSA per a dobles graus en aeroespacial.

## Membres[3]
- École normale supérieure Paris-Saclay
- École nationale supérieure de techniques avancées
- Institut des sciences et industries du vivant et de l'environnement
- École Centrale de Paris
- École nationale de la statistique et de l'administration économique
- Télécom ParisTech
- École polytechnique
- SupOptique
- HEC Paris
- Universitat de París Sud
- Universitat de Versalles Saint-Quentin-en-Yvelines